# Kierstandhouder

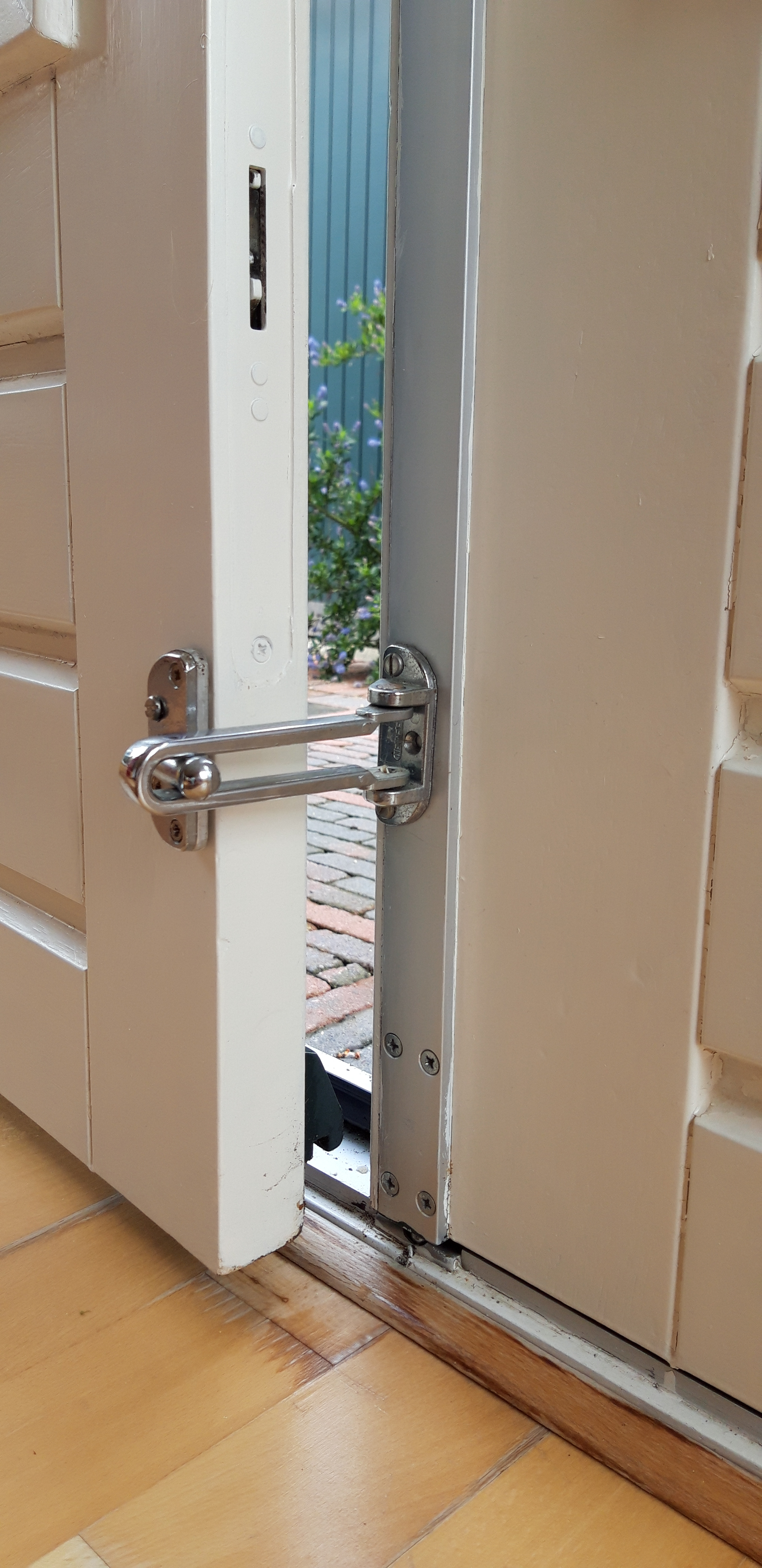
Een deurkierstandhouder in geactiveerde stand: de deur kan nu niet verder open dan deze kierstand.

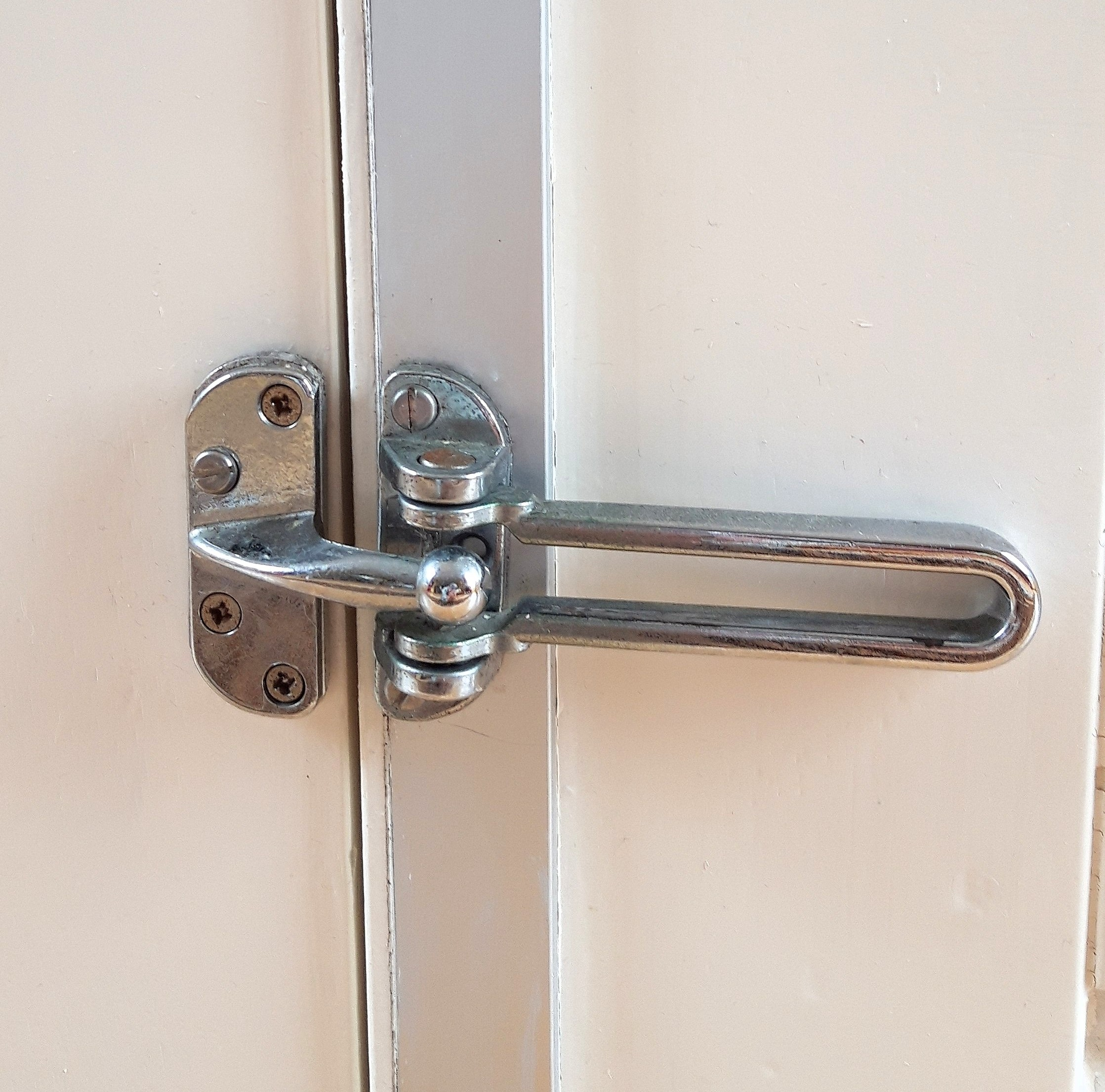
Dezelfde deurkierstandhouder in ruststand. In deze stand kan de deur geheel geopend worden.

Een kierstandhouder is een U-vormige beugel die scharnierend wordt bevestigd aan een deur- of raamkozijn. Daartegenover wordt een pen bevestigd die in de richting van de beugel wijst. 

## Doel
Het doel van een kierstandhouder is veiligheid: als men de deur opendoet, kan deze niet verder open dan een smalle spleet, groot genoeg om iemand die aan de andere kant van de deur staat te kunnen spreken of om iets kleins te kunnen aannemen of aanreiken, maar te klein om een grijpende hand of een hele persoon door te laten. De kierstandhouder kan vanaf de binnenzijde alleen worden losgemaakt als de deur gesloten is. Daarna kan de beugel naar opzij gedraaid worden en kan de deur helemaal geopend worden. Zo kan eerst worden nagegaan of de bezoeker die buiten aan de deur staat, kwade bedoelingen heeft, en pas als duidelijk is wat de bezoeker komt doen dan wordt de deur echt geopend. De kierstandhouder valt onder de categorie 'aanvullende inbraakpreventieve maatregelen' van de Stichting Kwaliteit Gevelbouw (SKG V). Deze categorie van kierstandhouders belemmert aanvullend tegen indringing maar is niet inbraakwerend.
De kierstandhouder is ook effectief om kleine kinderen binnen te houden terwijl de deur toch openstaat, mits de constructie voldoende hoog is gemonteerd.

## Uitvoering en montage
De onderdelen zijn gemaakt van gegalvaniseerd of roestvast staal, en kunnen op verschillende manieren zijn afgewerkt, bijvoorbeeld met chroom, nikkel of een bronskleur. De kierstandhouder moet met lange schroeven bevestigd worden, teneinde te bereiken dat de constructie niet gemakkelijk met geweld onklaar gemaakt kan worden.

## Noodsituatie
Het kan nodig zijn de beveiliging op te heffen, bijvoorbeeld in geval van brand. De brandweer kan in geval van spoed hydraulische apparatuur gebruiken om voldoende kracht te zetten, zodat de bevestiging van de kierstandhouder het begeeft, of de gehele constructie afbreekt. Als er voldoende tijd is en de situatie het niet nodig maakt de deur te beschadigen, kan men met speciaal gereedschap en door de deur vrijwel te sluiten de standhouder toch loskrijgen.

## Verwante voorwerpen
- Een dievenketting heeft min of meer dezelfde werking, maar is wat anders in het gebruik. Bovendien is een ketting minder sterk dan de beugel van de kierstandhouder.[2]
- Een raamuitzetter wordt ook wel kierstandhouder genoemd. Deze hebben als doel het raam op een bepaalde (kier)stand te houden zodat er geventileerd kan worden.